# Halo 2600
Halo 2600 é um jogo eletrônico de ação e aventura desenvolvido para o console Atari 2600, inspirado na franquia de videogames Halo. Halo 2600 foi escrito por Ed Fries, ex-vice-presidente de publicação de jogos da Microsoft, que esteve envolvido na aquisição da Bungie, os desenvolvedores originais de Halo.

## Jogabilidade

Captura de tela de Halo 2600

O jogador usa o joystick para controlar o personagem do Master Chief enquanto ele faz o seu caminho através de 64 telas, divididas em quatro zonas: outdoors, Covenant base, ice world, e uma área final do boss. Armas e power-ups estão disponíveis para combater os muitos inimigos que aparecem. O jogador e os inimigos podem ser mortos por um golpe, a menos que um escudo seja coletado. Há dois power-ups no jogo, ambos guardados pelo que parecem ser nove inimigos, mas na verdade são três. A primeira é uma arma com uma taxa de disparo mais rápida. O segundo é um par de botas que permite ao jogador se mover mais rápido. Além destes, ao matar certos inimigos, o jogador pode obter um escudo de energia que o fará poder levar até um disparo sem que perca uma das três vidas do jogador. Depois de completar o jogo com sucesso uma vez, o jogo retorna para a tela do menu, mas com um céu vermelho. Se o jogador escolher jogar novamente daquela tela, o jogo será executado no modo "Lendário" e o jogador se moverá e atirará em um ritmo mais lento.

## Desenvolvimento
Fries decidiu criar uma versão de Halo para o Atari 2600 depois de ter sido inspirado por um livro chamado Racing the Beam: The Atari Video Computer System de Ian Bogost e Nick Montfort. O Atari 2600 tem uma RAM tão limitada, de apenas 128 bytes, que desenhar Master Chief era difícil e criar um jogo com outros personagens ainda mais. Fries afirmou mais tarde que fazer o jogo lhe ensinou que a restrição é às vezes um combustível para a criatividade.

## Recepção
O jogo foi lançado em julho de 2010 na Classic Gaming Expo. Na exposição, 150 cópias físicas do jogo estavam à venda. Foi um dos quatro novos títulos do Atari 2600 lançados pela AtariAge na Classic Gaming Expo de 2010 em Las Vegas, incluindo Duck Attack!, KO Cruiser (um jogo de boxe) e um porte do jogo de arcade da Sega de 1981, Turbo. O esforço foi chamado de "bruto", mas "surpreendente" pelo TechCrunch, citando as imensas restrições de tamanho envolvidas na criação do jogo. Destructoid chamou os controles do jogo de "surpreendentemente capazes", e a The Escapist chamou a trilha sonora de chiptune do jogo de "perfeita". The A.V. Club notou a incongruência de ver um "blockbuster moderno" transformado em uma versão demake no hardware "esteticamente abrasivo" do 2600.
O código fonte do jogo foi usado para criar uma representação em pôster de 8 bits do Master Chief. A versão em cartucho foi relançada pela AtariAge em 2013.
Em 2013, o Smithsonian American Art Museum adicionou o Halo 2600 à sua exposição "The Art of Video Games".